# خيال محمد مهدي الجواهري
خيال محمد مهدي الجواهري ابنة الشاعر العراقي محمد مهدي الجواهري، شغلت منصب عضو في الجمعية الوطنية الانتقالية المؤقتة عامي 2004 و2005.